# Comisión de Comercio del Mercosur
La Comisión de Comercio del Mercosur (CCM), es el órgano comercial-aduanero del Mercosur, encargado de seguir el proceso de constitución de la unión aduanera. Tiene también una asistencia del Grupo Mercado Común, pero con facultades decisorias propias. Está integrado por funcionarios no ministeriales.

## Historia
La Comisión de Comercio del Mercosur fue creada en el 26 de marzo de 1991 e integrado por Argentina, Uruguay, Paraguay, Brasil y Venezuela y tiene como países observadores a Nueva Zelanda y México y como países asociados a Bolivia, Chile, Colombia, Ecuador y Perú - por Decisión n.º 9/94 del Consejo del Mercado Común, otorgándole funciones decisorias. La CCM entró en funcionamiento el 1 de octubre del mismo año. Dos meses después el Protocolo de Ouro Preto formalizó su creación y funciones incluyéndolo en su texto (arts. 16-21).

## Competencia

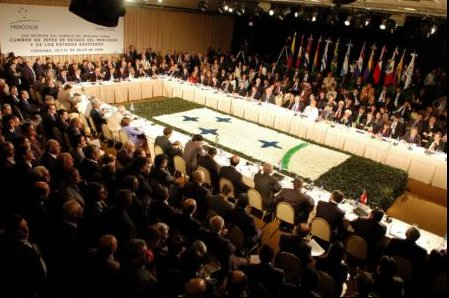
Cumbre del Mercosur, 2006.

La Comisión de Comercio del Mercosur es el órgano aduanero-comercial del Mercosur, responsable directo de velar por la unión aduanera. Entre sus funciones se encuentra todo lo relativo al arancel externo común. 
Es uno de los tres órganos decisorios del Mercosur (los otros dos son el Consejo del Mercado Común y el Grupo Mercado Común). Sus normas se denominan Directivas y son de aplicación obligatoria en los países miembros. Como todas las normas que se adoptan en el Mercosur deben realizarse por consenso de todos los países miembros y sin que falte ninguno (art. 37 del Protocolo de Ouro Preto).
Cuando la Comisión de Comercio del Mercosur considera que un tema es de especial importancia, puede elevar una "propuesta" al Grupo Mercado Común (GMC), del que depende, proponiendo la sanción de una Resolución por parte de este último. 

## Integración
La Comisión de Comercio del Mercosur (CCM) está integrado por cuatro miembros titulares de rango no ministerial de cada país. En 2006 eran 20.
La coordinación de la CCM la realizan los Ministerios de Relaciones Exteriores. El GMC puede invitar a otros funcionarios de rango no ministerial a participar de las reuniones.

## Funcionamiento
Debe reunirse por lo menos una vez al mes, y siempre que lo solicite el GMC o por cualquiera de los Estados Partes.
Las decisiones, como todas las decisiones que se toman en el Mercosur deben realizarse por consenso de todos los países miembros y sin que falte ninguno (art. 37 del Protocolo de Ouro Preto).

## Los Comités Técnicos (CT)
La CCM ha creado para organizar sus actividades Comités Técnicos (CT) para encarar las grandes áreas de trabajo, donde se elaboran propuestas que se elevan a la CCM. Posee los siguientes equipos técnicos:
1. Comité Técnico n.º 1 Aranceles, Nomenclatura y Clasificación de Mercaderías (CT n.º 1) (Dir. CCM n.º 01/95, Dec. CMC 59/00)
2. Comité Técnico n.º 2 Asuntos Aduaneros (CT n.º 2) (Dir. CCM n.º 01/95, Dec. CMC n.º 59/00)
3. Comité Técnico n.º 3 Normas y Disciplinas Comerciales (CT n.º 3) (Dir. CCM n.º 01/95, Dec. CMC n.º 59/00)
4. Comité Técnico n.º 4 Políticas Públicas que Distorsionan la Competitividad (CT n.º 4) (Dir. CCM n.º 01/95, Dec. CMC n.º 59/00)
5. Comité Técnico n.º 5 Defensa de la Competencia (CT n.º 5) (Dir. CCM n.º 01/95, Dec. CMC n.º 59/00)
6. Comité Técnico n.º 6 Estadísticas del Comercio Exterior del Mercosur (CT n.º 6) (Dir. CCM n.º 01/95, Dec. CMC n.º 59/00)
7. Comité Técnico n.º 7 Defensa del Consumidor (CT n.º 7) (Dir. CCM n.º 01/95, Dec. CMC n.º 59/00)
8. Comité de Defensa Comercial y Salvaguardias (CDCS) (Dir. CCM n.º 09/97, Dec. CMC n.º 59/00[2])